# Hromnice
Hromnice là một làng thuộc huyện Plzeň-Bắc (huyện), vùng Plzeňský, Cộng hòa Séc.